# Xanthoconium separans
Xanthoconium separans är en svampart som först beskrevs av Peck, och fick sitt nu gällande namn av Halling & Both 1998. Xanthoconium separans ingår i släktet Xanthoconium och familjen Boletaceae.   Inga underarter finns listade i Catalogue of Life.

## Bildgalleri

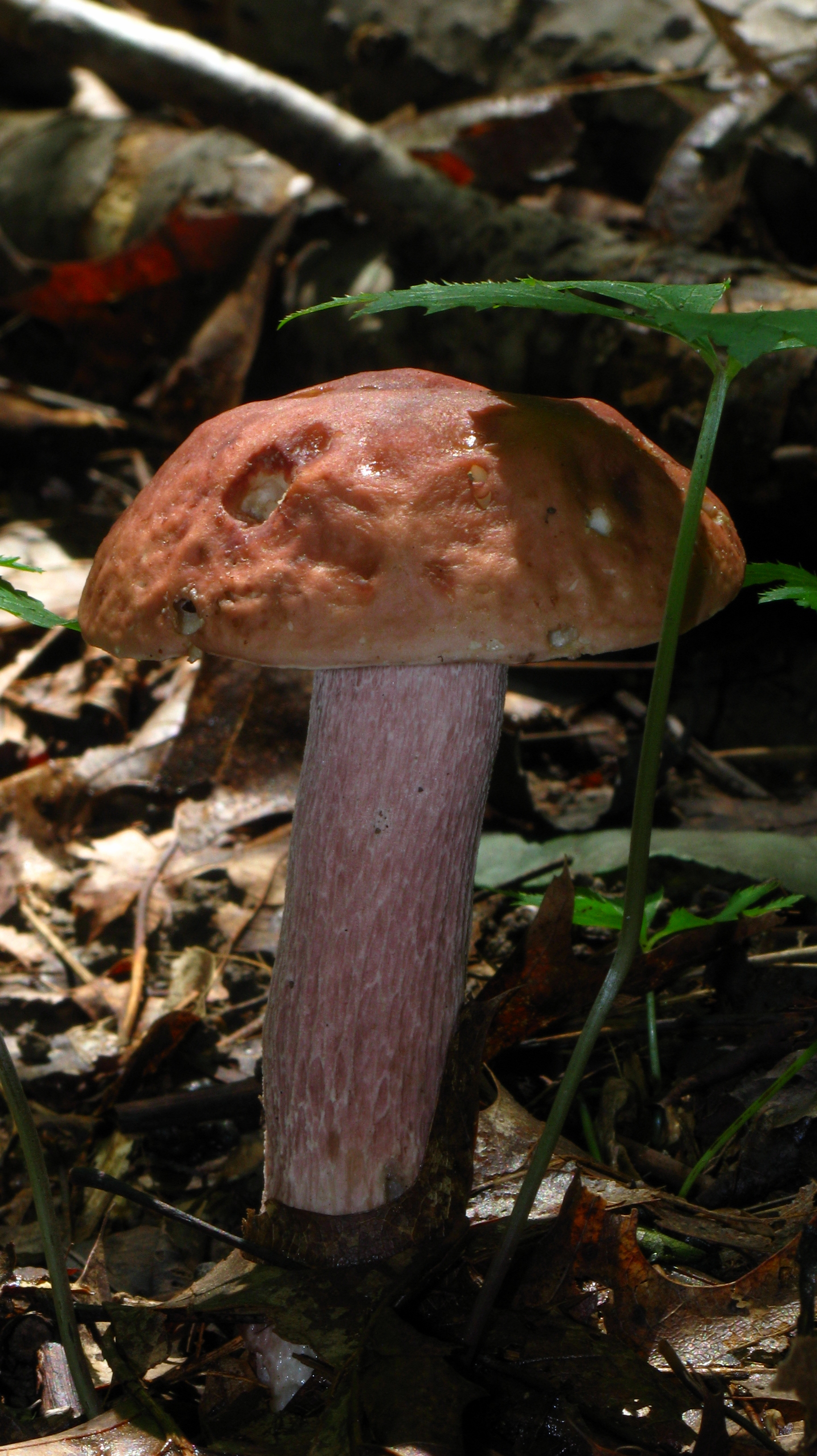